# Alberto VI di Baviera
Alberto VI di Baviera (Monaco di Baviera, 26 febbraio 1584 – Monaco di Baviera, 5 luglio 1666) è stato un nobile tedesco, figlio di Guglielmo V di Baviera e di Renata di Lorena.

## Biografia
Alberto fu dal 1651 al 1654 reggente per il giovane nipote, l'elettore Ferdinando Maria. Tramite la moglie Mechthilde, Alberto ottenne il langraviato di Leuchtenberg, che scambiò nel 1650 con la contea imperiale di Haag. Dopo la morte di suo figlio Massimiliano Enrico, Haag tornò alla Baviera. Il successore di Alberto a Leuchtenberg fu Massimiliano Filippo Girolamo di Baviera, secondo figlio dell'elettore Massimiliano I; alla sua morte anche Leuchtenberg fu riunito alla Baviera.

## Matrimonio e figli
Nel 1612 sposò Mechthilde di Leuchtenberg (24 ottobre 1588 - 1 giugno 1634). Dal matrimonio nacquero cinque figli:
1. Maria Renata, duchessa di Baviera-Leuchtenberg (3 agosto 1616 - 1 marzo 1630)
2. Carlo Giovanni Francesco, duca di Baviera-Leuchtenberg (10 novembre 1618 - 19 maggio 1640)
3. Ferdinando Guglielmo, duca di Baviera-Leuchtenberg (25 agosto 1620 - 23 ottobre 1629)
4. Massimiliano Enrico, arcivescovo e principe elettore di Colonia (1621–1688)
5. Sigismondo Alberto, vescovo di Frisinga dal 1652 e di Ratisbona dal 1668 (5 agosto 1623 - 4 novembre 1685)

## Ascendenza
|                           |                       |                                   | Genitori                            |  |  | Nonni |  |  | Bisnonni                   |  |  | Trisnonni                 |  |
|                           |                       |                                   |                                     |  |  |       |  |  | 8. Guglielmo IV di Baviera |  |  | 16. Alberto IV di Baviera |  |
|                           |                       |                                   |                                     |  |  |       |  |  | 8. Guglielmo IV di Baviera |  |  | 16. Alberto IV di Baviera |  |
|                           |                       | 17. Cunegonda d'Austria           |                                     |  |  |       |  |  | 8. Guglielmo IV di Baviera |  |  |                           |  |
| 4. Alberto V di Baviera   |                       |                                   |                                     |  |  |       |  |  | 8. Guglielmo IV di Baviera |  |  |                           |  |
|                           |                       | 9. Maria Giacomina di Baden       | 18. Filippo I di Baden              |  |  |       |  |  |                            |  |  |                           |  |
|                           |                       | 9. Maria Giacomina di Baden       | 18. Filippo I di Baden              |  |  |       |  |  |                            |  |  |                           |  |
|                           |                       | 9. Maria Giacomina di Baden       | 19. Elisabetta del Palatinato       |  |  |       |  |  |                            |  |  |                           |  |
| 2. Guglielmo V di Baviera |                       | 9. Maria Giacomina di Baden       |                                     |  |  |       |  |  |                            |  |  |                           |  |
|                           |                       | 10. Ferdinando I d'Asburgo        | 20. Filippo I d'Asburgo             |  |  |       |  |  |                            |  |  |                           |  |
|                           |                       | 10. Ferdinando I d'Asburgo        | 20. Filippo I d'Asburgo             |  |  |       |  |  |                            |  |  |                           |  |
|                           |                       | 10. Ferdinando I d'Asburgo        | 21. Giovanna di Castiglia           |  |  |       |  |  |                            |  |  |                           |  |
| 5. Anna d'Asburgo         |                       | 10. Ferdinando I d'Asburgo        |                                     |  |  |       |  |  |                            |  |  |                           |  |
|                           |                       | 11. Anna Jagellone                | 22. Ladislao II di Boemia           |  |  |       |  |  |                            |  |  |                           |  |
|                           |                       | 11. Anna Jagellone                | 22. Ladislao II di Boemia           |  |  |       |  |  |                            |  |  |                           |  |
|                           |                       | 11. Anna Jagellone                | 23. Anna di Foix-Candale            |  |  |       |  |  |                            |  |  |                           |  |
| 1. Alberto VI di Baviera  |                       | 11. Anna Jagellone                |                                     |  |  |       |  |  |                            |  |  |                           |  |
|                           | 12. Antonio di Lorena | 24. Renato II di Lorena           |                                     |  |  |       |  |  |                            |  |  |                           |  |
|                           | 12. Antonio di Lorena | 24. Renato II di Lorena           |                                     |  |  |       |  |  |                            |  |  |                           |  |
|                           | 12. Antonio di Lorena | 25. Filippina di Gheldria         |                                     |  |  |       |  |  |                            |  |  |                           |  |
| 6. Francesco I di Lorena  | 12. Antonio di Lorena |                                   |                                     |  |  |       |  |  |                            |  |  |                           |  |
|                           |                       | 13. Renata di Borbone-Montpensier | 26. Gilberto di Borbone-Montpensier |  |  |       |  |  |                            |  |  |                           |  |
|                           |                       | 13. Renata di Borbone-Montpensier | 26. Gilberto di Borbone-Montpensier |  |  |       |  |  |                            |  |  |                           |  |
|                           |                       | 13. Renata di Borbone-Montpensier | 27. Chiara Gonzaga                  |  |  |       |  |  |                            |  |  |                           |  |
| 3. Renata di Lorena       |                       | 13. Renata di Borbone-Montpensier |                                     |  |  |       |  |  |                            |  |  |                           |  |
|                           |                       | 14. Cristiano II di Danimarca     | 28. Giovanni di Danimarca           |  |  |       |  |  |                            |  |  |                           |  |
|                           |                       | 14. Cristiano II di Danimarca     | 28. Giovanni di Danimarca           |  |  |       |  |  |                            |  |  |                           |  |
|                           |                       | 14. Cristiano II di Danimarca     | 29. Cristina di Sassonia            |  |  |       |  |  |                            |  |  |                           |  |
| 7. Cristina di Danimarca  |                       | 14. Cristiano II di Danimarca     |                                     |  |  |       |  |  |                            |  |  |                           |  |
|                           |                       | 15. Isabella d'Asburgo            | 30. Filippo I d'Asburgo (= 20)      |  |  |       |  |  |                            |  |  |                           |  |
|                           |                       | 15. Isabella d'Asburgo            | 30. Filippo I d'Asburgo (= 20)      |  |  |       |  |  |                            |  |  |                           |  |
|                           |                       | 15. Isabella d'Asburgo            | 31. Giovanna di Castiglia (= 21)    |  |  |       |  |  |                            |  |  |                           |  |
|                           |                       | 15. Isabella d'Asburgo            |                                     |  |  |       |  |  |                            |  |  |                           |  |